# Televisa
Televisa je mexická mediální společnost a největší v hispánské Americe a španělsky mluvícím světě. Jedná se o významný mezinárodní zábavní podnik s velkým množstvím programů, které vysílá ve Spojených státech amerických na Univision, s nímž má exkluzivní smlouvu.